# دارتالاب‌واران
دارتالاب‌واران (نام علمی: Taxodioideae) نام یک زیرخانواده از تیره سرویان است.